# SuriPop VI
SuriPop VI was een muziekfestival in Suriname in 1990.
De finale werd gehouden in Paramaribo. Julius Vreden won dit jaar de Jules Chin A Foeng-trofee met zijn lied Wi na wan. Het werd gezongen door Kenneth Arias en gearrangeerd door Juan Navia. De composities werden op die avond gepresenteerd door een 20 man tellend orkest onder leiding van Juan Navia.
De hoofdsponsor van dit festival was in tegenstelling tot voorgaande jaren geen Interfood NV meer, maar BATCO.  Zij waren gekozen om de eventuele tekorten helpen dekken en de toegangsprijzen laag te houden. Er werd kritiek geleverd vanuit de samenleving dat SuriPop op de money making tour was, waarbij als voorbeeld werd gehaald dat aan bepaalde notabelen kaarten voor Sf. 100 werden aangeboden. Hiervoor zouden zij op een bijzondere plaats mogen zitten. De toenmalige voorzitter, Frank Cameron, ontkende het money making karakter en zei toen dat de stichting vaker gesteund wordt en dat aan de mensen die minimaal Sf. 100 gesteund hebben, een speciale behandeling zal worden gegeven. Een toegangskaart kostte Sf. 25 die verkrijgbaar was op het SuriPop kantoor aan de Wilheliminastraat 4a.

## Finale
In de voorselectie koos de jury twaalf liederen. Deze kwamen in de finale uit en werden op een muziekalbum uitgebracht. Op het album uit 1990 stonden de volgende nummers:

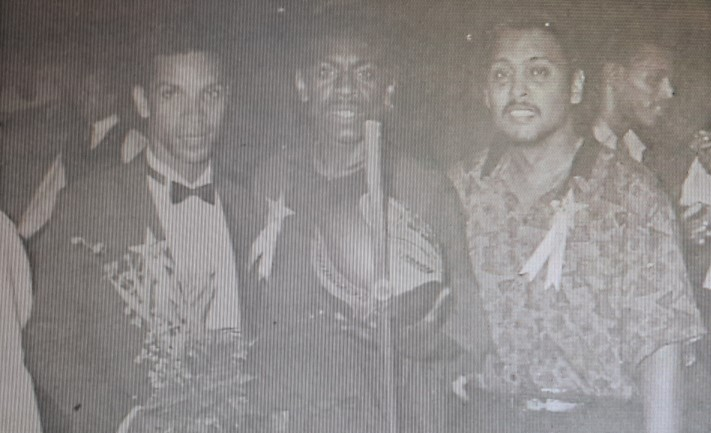
De componisten van de 3 beste SuriPop VI compositites. Op de foto in het midden Julius Vreden die het winnend lied Wi na wan schreef, links, Erik Refos die op de 2e plaats eindigde met zijn compositie Ham Tokhe Cáhilá en rechts Kenneth Moerli componist van Mi Tru Lobi"', dat de 3e prijs werd toegekend.

| Nr. | Lied                   | Zanger(s)                     | Songwriter(s)                   |
| --- | ---------------------- | ----------------------------- | ------------------------------- |
| A1  | Vanity                 | Bryan Bijlhout                | Harold Gessel                   |
| A2  | Te w'e brasa           | Judith Tilborg                | Roy Ritfeld                     |
| A3  | Fara lobi              | Gracia Wolff                  | Christie Chen en Harold Gessel  |
| A4  | Condoom kaseko         | Derek Filemon                 | Harold Gessel                   |
| A5  | Tru lobi               | Sandra Purperhart             | Lloyd Goedhart                  |
| A6  | Wi na wan 🥇           | Kenneth Arias                 | Julius Vreden                   |
| B1  | Ham Tohke cáhilá 🥈    | Joan Blokland                 | Siegfried Gerling en Erik Refos |
| B2  | One day                | Bryan Bijlhout                | ?                               |
| B3  | Lei mofo nelis         | Gracia Thompson               | Kenneth Moerli                  |
| B4  | A lobi san wi kon firi | Carla Bakboord en Rein Carrot | Dick Wesenhagen                 |
| B5  | Mi tru lobi 🥉         | Shirley Mungroo en John Herby | Kenneth Moerli                  |
| B6  | Arki mi                | Gerold Limon                  | Ricky en Howard Cheng A June    |

I (1982) · II (1983) · III (1984) · IV (1986) · V (1988) · VI (1990) · VII (1992) · VIII (1994) · IX (1996) · X (1998) · XI (2000) · XII (2002) · XIII (2004) · XIV (2006) · XV (2008) · XVI (2010) · XVII (2012) · XVIII (2014) · XIX (2016) · XX (2018) · XXI (2022) · Kerstsongeditie (2023) · XXII (2024)